# Team Novo Nordisk/2019
Deze pagina geeft een overzicht van de Team Novo Nordisk-wielerploeg in 2019.

## Algemene gegevens
Teammanager: Vassili Davidenko
Ploegleiders: Massimo Podenzana, Gennady Mikhaylov
Fietsmerk: Colnago

## Renners
| Naam             | Geboortedatum | Nationaliteit       | Ploeg 2018      |
| ---------------- | ------------- | ------------------- | --------------- |
| Mehdi Benhamouda | 02-01-1995    | Frankrijk           |                 |
| Oliver Behringer | 20-03-1996    | Zwitserland         | -               |
| Sam Brand        | 27-02-1991    | Verenigd Koninkrijk |                 |
| Fabio Calabria   | 27-08-1987    | Australië           |                 |
| Stephen Clancy   | 19-07-1992    | Ierland             |                 |
| Joonas Henttala  | 17-09-1991    | Finland             |                 |
| Declan Irvine    | 11-03-1999    | Australië           | -               |
| Brian Kamstra    | 05-07-1993    | Nederland           |                 |
| Matyáš Kopecký   | 19-01-2003    | Tsjechië            |                 |
| Péter Kusztor    | 17-12-1984    | Hongarije           | My Bike-Stevens |
| Emanuel Mini     | 14-06-1986    | Argentinië          |                 |
| Samuel Munday    | 04-03-1998    | Australië           | -               |
| David Lozano     | 21-12-1988    | Spanje              |                 |
| Andrea Peron     | 28-10-1988    | Italië              |                 |
| Charles Planet   | 30-10-1993    | Frankrijk           |                 |
| Umberto Poli     | 27-08-1996    | Italië              |                 |
| Ulugbek Saidov   | 06-11-1996    | Oezbekistan         | -               |

### Vertrokken
| Naam                 | Geboortedatum | Nationaliteit | Ploeg 2019                    |
| -------------------- | ------------- | ------------- | ----------------------------- |
| Christopher Williams | 10-11-1981    | Australië     | Futuro-Maxxis Pro Cycling     |
| Romain Gioux         | 06-09-1986    | Frankrijk     | Gestopt                       |
| Rik van IJzendoorn   | 22-08-1987    | Nederland     | Gestopt                       |
| Reid McClure         | 10-11-1995    | Canada        | Team Novo Nordisk Development |
| Quentin Valognes     | 19-06-1996    | Frankrijk     | Gestopt                       |

## Overwinningen
Androni Giocattoli-Sidermec · Bardiani-CSF · Burgos-BH · Caja Rural-Seguros RGA · Cofidis · Corendon-Circus · Delko-Marseille Provence · Total Direct Énergie · Euskadi-Murias · Gazprom-RusVelo · Hagens Berman Axeon · Israel Cycling Academy · Team Manzana Postobón · Neri Sottoli-Selle Italia-KTM · Nippo-Vini Fantini-Faizanè · Rally UHC Cycling · Riwal Readynez Cycling Team · Roompot-Charles · Sport Vlaanderen-Baloise · Team Arkéa Samsic · Team Novo Nordisk · Vital Concept-B&B Hotels · W52-FC Porto · Wallonie Bruxelles · Wanty-Gobert
2008 · 2009 · 2010 · 2011 · 2012 · 2013 · 2014 · 2015 · 2016 · 2017 · 2018 · 2019· 2020· 2021 · 2022 · 2023 · 2024 · 2025